# Arkitektur i Frankrike

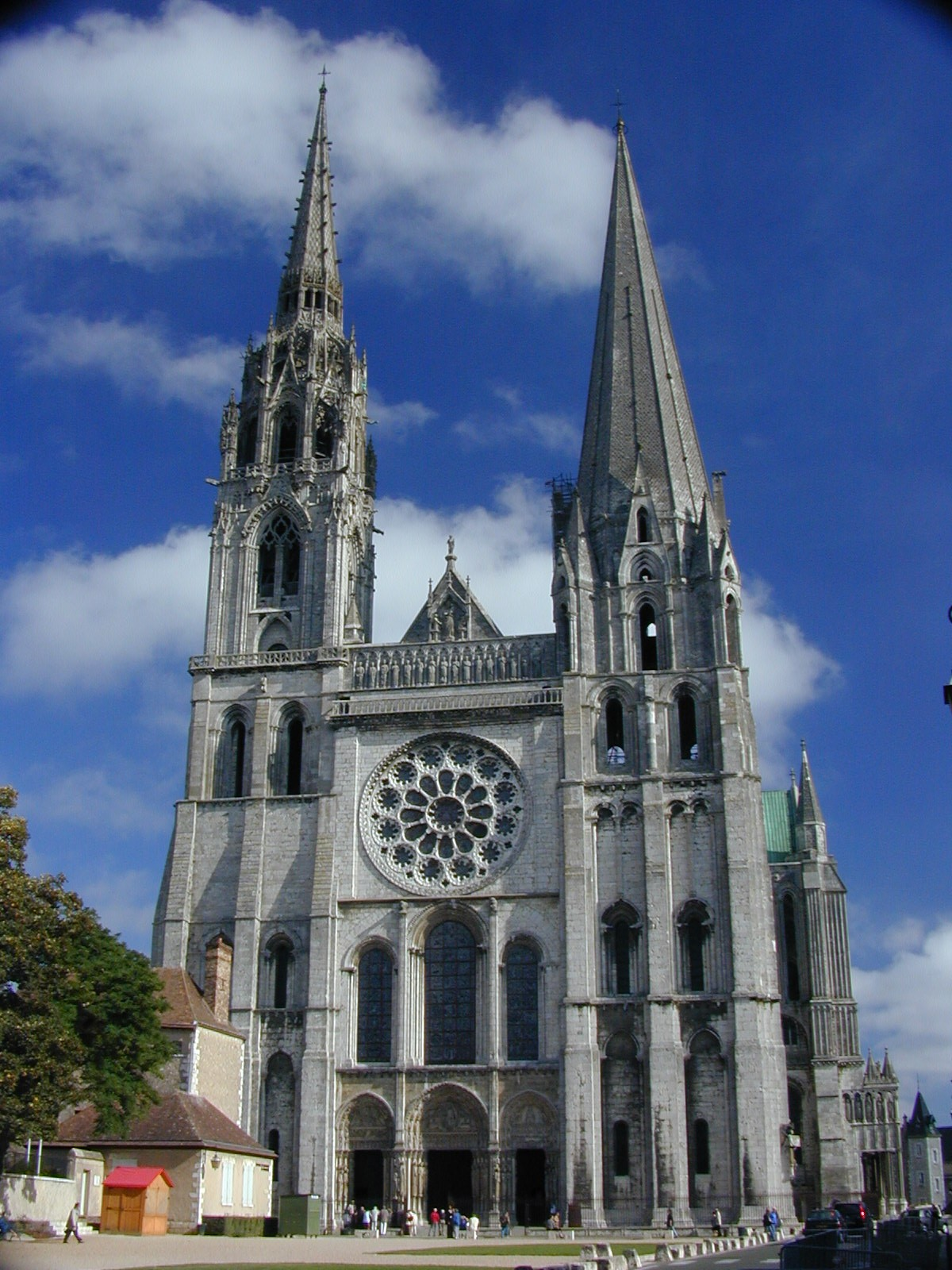
Katedralen i Chartres

Frankrikes arkitektur

## Antiken
Det mesta av antikens byggnadsverk har förstörts. Ruiner från grekisk och än mer från romersk tid finns dock kvar. Några välbevarade byggnadsverk finns emellertid i Provence. 
- Maison Carrée i Nimes är en tempelbyggnad uppförd år 19-16 f.Kr.
- Teatern och triumfbågen i Orange uppförda första århundradet efter Kristus
- Akvedukten Pont du Gard utanför Nimes

## Den karolingiska tiden

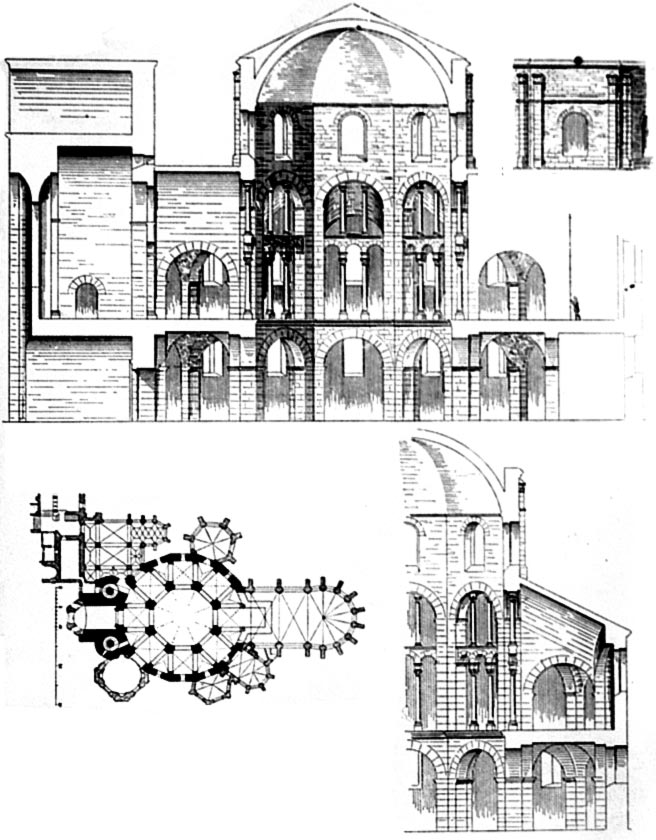
Palatskapellet i kyrkan i Aachen.

Genom en allians med påven hade Pippin den lille ersatt den siste merovingiske kungen Childerik III och när Pippins son, Karl den store övertog tronen fortsatte alliansen mellan kyrkostaten och det frankiska riket. Detta blev starten på ett försök till att återupprätta det fallna romerska riket, något som kan kallas en första renässans; den karolingiska renässansen. Man satsade mycket på de fria konsterna, men även arkitekturen hade en given plats i utvecklingen. I Aachen, som då var en del av det frankiska riket, byggdes kejsarpalatset upp. Av detta finns endast palatskapellet kvar, vilket utgör mittdelen av stadens gotiska katedral. Kapellet, som är åttakantigt och täckt av en kupol, bär på intryck från tidigkristna byggnadsverk som San Vitale i Ravenna genom kolonnerna och Chiesa di San Lorenzo Maggiore i Milano i övrigt.
Inom kyrkoarkitekturen i karolingernas Frankrike var det oftast de tidigkristna centralkyrkorna som var förebilden. Något som dock fick mycket större inflytande över byggnadskonstens utveckling i väst var den stil som Karl anbefallde alla kloster skulle byggas i. Karl hade särskilt fastnat för munken Benedikt av Nursias (480-543) idéer om klosterbyggande. Benediktinerklostren kom genom Karls försorg att bli dominerande i flera hundra år och det var här som en ny monumentalarkitektur träder fram. Det var Benediktus koncept om att munkarna skulle stanna i klostren livet ut som blev den stora förändringen. Benediktus ansåg även att klostren skulle driva skolor, verkstäder och jordbruk, men ändå inte vara större än omkring 150 medlemmar. Dessutom förespråkade han sparsamhet, men inte fattigdom. Dessa krav tvingade fram nya byggnadslösningar och den första gången de nya klosterformerna diskuterades var vid synoden i Aachen 816. Vid samma tidpunkt lade abboten Haito fram sin berömda idealplan för klostret i Sankt Gallen i Schweiz. Planen visar en anläggning utformad enligt ett strikt rutnätsschema, där själv klosteranläggningen låg söder om kyrkan och utgjordes av en arkadomgiven gård med en brunn i mitten som nåddes av två korslagda gångar.

## Medeltid
Efter Karl den stores död bröt det karolingiska imperiet ihop och delades upp i en frankisk västlig del och en tysk östlig. I hela Europa kunde man vid denna tid se en nedgång i byggandet då flera oroligheter spreds över kontinenten. Detta ledde till en nedgång i handeln som påverkade Skandinavien, vilket kompenserades genom plundringståg och invasionen av bland annat Normandie. I slutet av 900-talet drog oroligheterna förbi och erövrarna hade kristnats. Nu följde en period av relativt lugn, vilket ledde till en ny glanstid då Europa fick se flera av de städer som senare kom att bli mycket betydelsefulla grundas. Det nya välståndet ledde även till ett ökat kyrkobyggnade, särskilt bland vallfärdskyrkor, med allt större katedraler som resultat.

### Romansk arkitektur

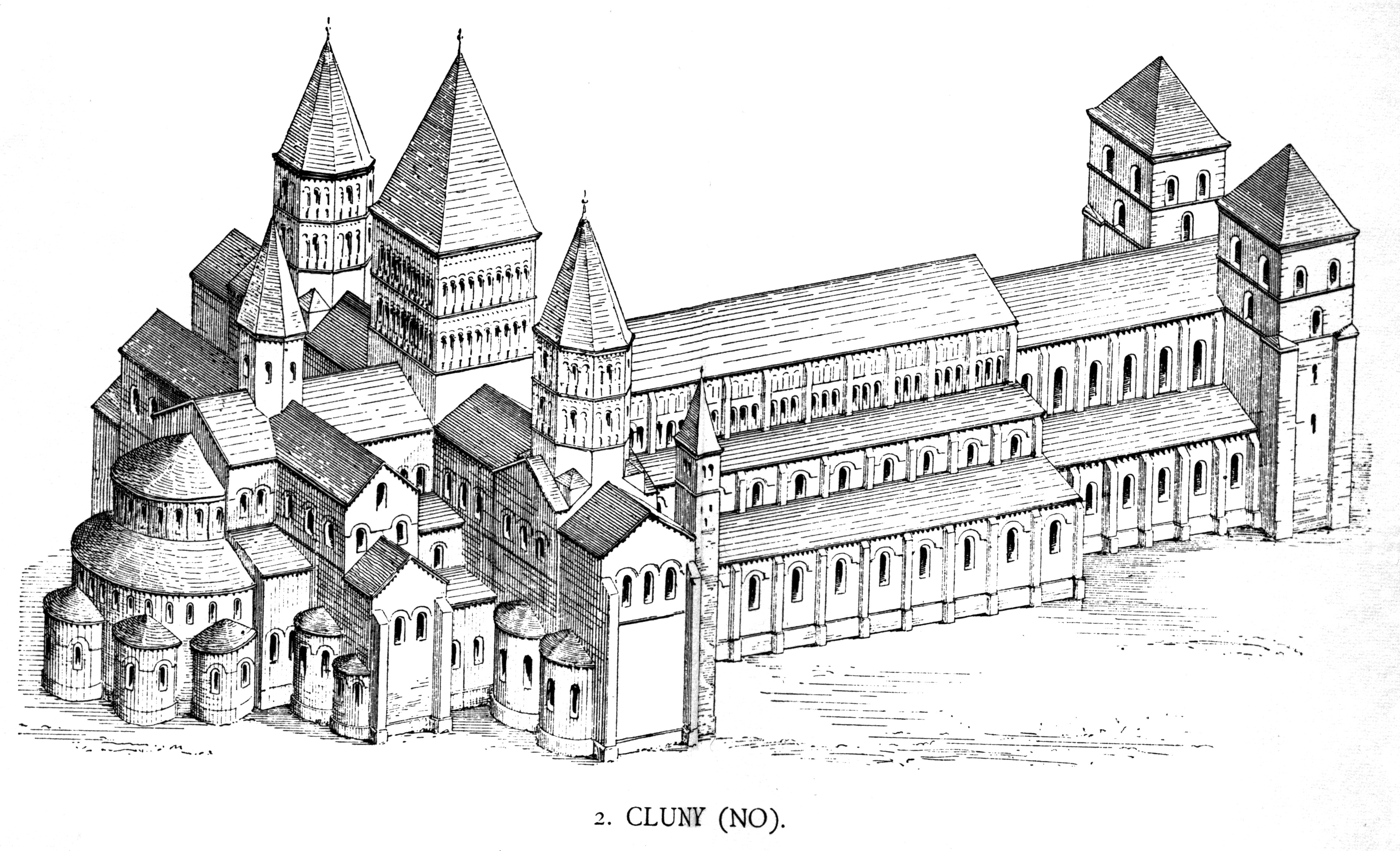
Cluny III. Notera kransen av små kapell runt koret, något som är typiskt för burgundisk kyrkoarkitektur.

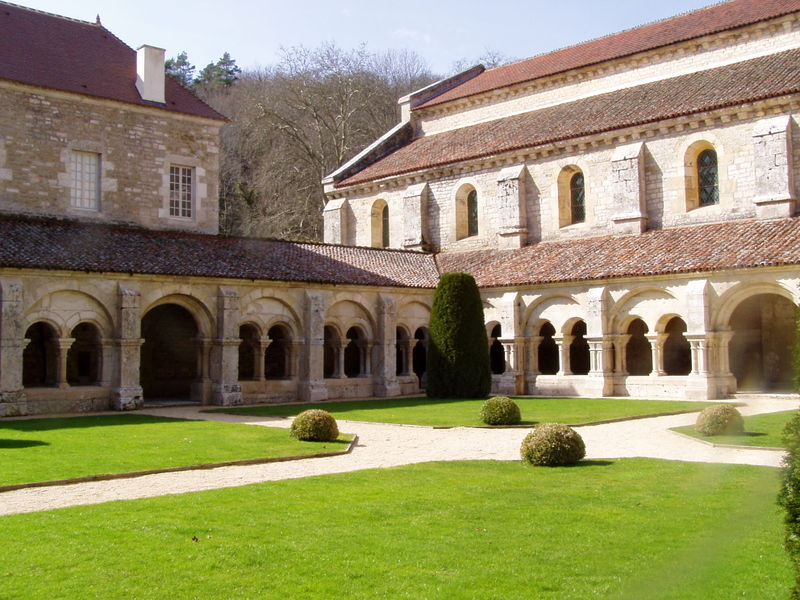
Cisterciensklostret i Fontenay.

Pilgrimsvägen över Pyrenéerna till Santiago de Compostela kom att få en stor betydelse för att skapa en enhetlig kyrkoarkitektur, särskilt i Burgund. Klosterkyrkorna i Cluny och särskilt den tredje, förstörd 1810, kom att påverka den romanska arkitekturutvecklingen starkt. Typiskt för dessa kyrkor är de många småabsider och kapell som omger koromgången, där pilgrimer kunde tillbedja olika helgon. Dessa absider tillkom av funktionella skäl, men erbjöd även rumsliga aspekter som till stor del stimulerade arkitekterna, som bland annat kunde leka med skalförskjutningar och ljusspelet i de olika krökta formerna. Denna koromgång med kapellkrans blev typisk för den ibero-burgundiska arkitekturen och är ett av de mer betydande bidragen från denna tid. Systemet förekommer mycket sparsamt i Italien och Tyskland, men tog sig från Sydfrankrike till Normandie och vidare till England. Det var särskilt i Cluny som denna arkitektur kulminerade och i klosterkyrkan framträder systemet i kanske sin mäktigaste form. Några av de mest betydande kyrkobyggnaderna är klosterkyrkan i Paray-le-Monial och pilgrimskyrkorna Sainte-Marie-Madeleine i Vézelay och Saint-Lazare i Autun. En annan betydande romansk kyrkobyggnad är Saint-Sernin i Toulouse.
Under 1000-talet hade de ursprungligen så asketiska benedektinerklostren utvecklats till att bli allt mer bekväma palats, vilket vid 1100-talets början gav upphov till protester. När klostret i Clairvaux grundades var den cisterciensiska utbrytningen ett faktum. Drivande blev munken Bernhard av Clairvaux, som krävde att klostren skulle byggas långt från andra bebyggda områden, med mer kroppsarbete och så asketiska levnadsförhållanden som möjligt. Även inom arkitekturen skulle alla former av utsmyckningar förbjudas.
| ” | Inga av våra kloster får byggas i städer, vid borgar eller byar, bara på platser fjärran från mänskligt umgänge ... Vi förbjuder alla slags statyer och bilder i våra kyrkor och våra klosterutrymmen ... Fönstren skall vara av klart glas, utan kors och bilder ... Det får inte finnas några klocktorn av sten. Alla byggnader utanför murarna måste rivas. | „ |

Även om de cisterciensiska klostren hade ungefär samma plan som de benedektinska var de befriande från praktportaler och skulpturer utan bestod endast av nakna väggar och valv av välhuggna kvaderstenar i en enkel arkitektur med lugna proportioner. Klostret i Clairvaux revs under den franska revolutionen, men välbevarade prototypkloster existerar fortfarande i klostren Fontenay i Burgund, samt Fountains och Rievaulx i Yorkshire i England. De tidigaste klostren från 1130- och 1140-talen var oftast romanska till stilen, men i till exempel Fontenay hade bågarna en svag spetsform.

### Gotisk arkitektur
Den Gotiska stilen anses ha uppkommit i Frankrike. Klosterkyrkan Saint-Denis som påbörjades kring 1137 betraktas som det tidigaste exemplet på en gotisk byggnad.
Exempel på andra tidiga gotiska byggnadsverk är katedralerna i Sens, Noyon och Laon. Notre Dame de Paris befinner sig i övergångsfasen till höggotik. Under höggotiken tillkom en stor mängd katedraler såsom de i Chartres, Reims, Bourges och Amiens, den största av de gotiska katedralerna i Frankrike.

## Renässansens arkitektur
- Loiredalen
- Slottet i Chambord
- Slottet i Montsoreau
- Slottet i Blois
- Slottet i Chenonceau
- Slottet i Amboise

## Den gamla regimen:Barock,Rokokooch tidigNyklassicism
- Louvren
- Slottet i Versailles

## Arkitekturen efter 1789

### Empirestiloch fortsattNyklassicism
- Triumfbågen

### Industrialismen
- Eiffeltornet

## Modernism
- Beaubourg
- Le Corbusier